# Irmelin Sandman Lilius
Rut Irmelin Sandman Lilius, född Sandman 14 juni 1936 i Helsingfors, är en finlandssvensk författare, konstnär och översättare.

## Biografi
Irmelin Sandman Lilius är dotter till ingenjören Bruno Sandman och författaren Rut Forsblom-Sandman. Hon gifte sig 1957 med skulptören och författaren Carl-Gustaf Lilius (1928–1998) och i biografin Sjutusen år I–IV (2003–2017) berättar hon om honom.

## Yrkesverksamhet
Sandman Lillius debuterade år 1955 med diktsamlingen Trollsång. Hon är känd för böckerna om Tulavall i bland annat Öppna min sjösäck (1998) samt för bilderböckerna Katten på stranden (1997) och bilderboken Apelsinträdshuset (1984). Hennes mest kända böcker utspelas i den fiktiva staden Tulavall vid Finska vikens kust. Flera böcker hänger samman, som Kapten Grunnstedt (1974), där en matta hittas och följs upp i Mattan från Kars (1989), där huvudpersonerna i sin tur dyker upp igen i Hästen hemma (1991).
Den till vuxna riktade romanserien Främlingsstjärnan (1980), Främlingsvägen (1982), Främlingsstaden (1985) och Främlingsbilden (1990), handlar om en kärlekshistorien mellan en ung kvinnlig målare och en diktare, och deras respektive konstnärliga utveckling, i slutet av 1800-talet. De träffas i närheten av Tulavall, skiljs under studieårens resor till Karelen, Italien och Paris, men träffas igen i hemlandet. Verket är en romantisk skildring av konstnärskallet.
Några av hennes många bilderböcker, illustrerade av henne själv, är Tomteluvan (1979), Kubb Karagg (1981), Bonadeas båt, Apelsinträdshuset (1984), Observatoriet (1985) och Löpande Ormen (1988). Irmelin Sandman Lilius behandlar med förkärlek äventyr till havs, överraskningar, metamorfoser och våld och diskuterar livet, döden och det gudomliga - böckerna är inte renodlade barnböcker utan riktade till alla åldrar. Särskilt Observatoriet kan upplevas väl svår för barn, även om den är utgiven på Bonniers juniorförlag.
Tillsammans med sin syster Heddi Böckman har hon skrivit den självbiografiska boken Hand i hand (1985).
Sandman Lillius har ett rikt språk med många finlandssvenska uttryck och arkaismer. I dag är hon en av de mest kända barnboksförfattarna i det svensktalande Finland, men hon skriver även för vuxna. Hon är även konstnär och illustrerar bilderna som finns i hennes böcker. Hon har gett ut dikter, noveller, reseskildringar, romaner, bilderböcker, sagor, berättelser och memoarer.
Sandman Lilius ståndpunkt påminner om Tove Janssons. Göran Schildt har jämfört Tove Jansson och Irmelin Sandman Lilius; han skriver att om Jansson är mästare på det psykologiska planet är Sandman Lilius poesins utvalda. Enligt hans åsikt kan de jämställas, eftersom de är lika fenomenala i fråga om att skapa särpräglade figurer och en levande sagomiljö. Hennes egenart kom till uttryck i sagorna Enhörningen (1962), Maharadjan av Scha-Scha-Scha-Slé (1964), Om Härligas Hus (1966) och Morgonlandet (1967). Huvudpersonerna är små flickor som beger sig på utfärder från hemmet till det hemlighetsfulla gränslandet nära skogen, ån och havet. De upplever äventyr, hemligheter och hot.

### Barn- och ungdomslitteratur
- Mänskor och fåglars vingar. Helsingfors: Schildt. 1958. Libris 1499254
- Historien om oss. Önskeböckerna, 99-0163881-X ; 195. Stockholm: Bonnier. 1958. Libris 1913198
- Syrsan och planeten Pal. Helsingfors: Schildt. 1960. Libris 1499283
- Bönens ängar. Stockholm: Wahlström & Widstrand. 1961. Libris 1499224
- Enhörningen. Stockholm: Bonnier. 1962. Libris 1499242 - Muddleböckerna. 1.
- Silverhästskon. Bonniers barnbibliotek. Stora serien. Stockholm: Bonnier. 1964. Libris 848974 - Sagobok.
- Maharadjan av Scha-scha-scha-slé : tillägnad Muddles mormor Tutu. Stockholm: Bonnier. 1964. Libris 1499248 - Muddleböckerna. 2.
- Katten Adamantios. Stockholm: Bonnier. 1965. Libris 1499247 - Sagobok.
- Om härligas hus. Stockholm: Bonnier. 1966. Libris 1499258 - Muddleböckerna. 3.
- Bonadea. Treudd. Stockholm: Bonnier. 1967. Libris 834528 - Krönikan om staden Tulavall. 1.
- Morgonlandet. Treudd. Stockholm: Bonnier. 1968. Libris 848971 - Muddleböckerna. 4.
- Gullkrona gränd : första delen i trilogin Fru Sola. Treudd. Stockholm: Bonnier. 1969. Libris 1435904 - Fru Sola. 1.
- Gripanderska gården. Treudd. Stockholm: Bonnier. 1970. Libris 848969 - Fru Sola. 2.
- Gångande grå : sista delen i trilogin Fru Sola. Treudd. Stockholm: Bonnier. 1971. Libris 1435902 - Fru Sola. 3.
- Kung Tulle : [om grundandet av Tulavall]. Stockholm: Bonnier. 1972. Libris 7143748. ISBN 9100376825 - Kung Tulle. 1.
- Kapten Grunnstedt. Stockholm: Bonnier. 1974. Libris 7144400. ISBN 9100394882 - Anna Lina Apelman. 1.
- Tulles resa sunnantill. Stockholm: Bonnier. 1975. Libris 7144741. ISBN 9100403377 - Kung Tulle. 2.
- Skeppet Flygande Gedda. Stockholm: Bonnier. 1976. Libris 7145146. ISBN 9100413461 - Krönikan om staden Tulavall. 2.
- Svanarna : berättelser från kung Tulles tid. Stockholm: Bonnier. 1977. Libris 7145463. ISBN 9100421456 - Kung Tulle. 3.
- Storsjöhamnen. Stockholm: Bonnier. 1978. Libris 7145561. ISBN 9100423912 - Krönikan om staden Tulavall. 3.
- Tomteluvan. Stockholm: Bonniers juniorförlag. 1979. Libris 7285153. ISBN 9148500798 - Bilderbok.
- Kubb Karagg. Stockholm: Bonniers juniorförlag. 1981. Libris 7285329. ISBN 9148505161 - Bilderbok.
- Bonadeas båt. Stockholm: Bonniers juniorförlag. 1982. Libris 7285274. ISBN 9148503789 - Bilderbok.
- Apelsinträdshuset. Stockholm: Bonniers juniorförlag. 1984. Libris 7285485. ISBN 9148509027 - Bilderbok.
- Observatoriet. Stockholm: Bonniers juniorförlag. 1985. Libris 7285533. ISBN 9148510211 - Bilderbok.
- Barbidels hav. Stockholm: Bonniers juniorförlag. 1986. Libris 7285640. ISBN 9148512796 - Skeppet Sydväst. 1.
- Förvandlingstrappan. Stockholm: Bonniers juniorförlag. 1987. Libris 7285719. ISBN 9148514462 - Bilderbok.
- Löpande-ormen. Stockholm: Bonniers juniorförlag. 1988. Libris 7285808. ISBN 9148515531 - Bilderbok.
- Mattan från Kars. Stockholm: Bonniers juniorförlag. 1989. Libris 7285919. ISBN 9148517208 - Anna Lina Apelman. 2.
- Brunnen på Haradal. Stockholm: Bonniers juniorförlag. 1990. Libris 7285947. ISBN 9148517585 - Bilderbok.
- Hästen hemma. Stockholm: Bonniers juniorförlag. 1991. Libris 7286093. ISBN 9148519685 - Anna Lina Apelman. 3.
- Ängslyckan. Stockholm: Bonniers juniorförlag. 1992. Libris 7286117. ISBN 9148519995 - Bilderbok.
- Korpfolksungen. Stockholm: Bonnier Carlsen. 1994. Libris 7458175. ISBN 9163830337 - Skeppet Sydväst. 2.
- Petters valp. Stockholm: Bonnier Carlsen. 1995. ISBN 9163831422 - Bilderbok.
- Katten på stranden. Stockholm: Eriksson & Lindgren. 1997. Libris 7767059. ISBN 9187805235 - Bilderbok.
- Öppna min sjösäck. Stockholm: Eriksson & Lindgren. 1998. Libris 7767080. ISBN 9187805448 - Krönikan om staden Tulavall. 4.
- Sagor från Främlingsgatan. Stockholm: Eriksson & Lindgren. 1999. Libris 7767112. ISBN 9187805766 - Sagobok.
- Gröna Öra. Stockholm: Eriksson & Lindgren. 2001. Libris 7766932. ISBN 9187803186 - Bilderbok om Rases Hangö. 1.
- Rasse Rask och bortrövade Lucia. Schildts. 2004. Libris 9600690. ISBN 9515014417 - Bilderbok om Rases Hangö. 2.
- Rasse Rask flyger upp. [Helsingfors]: Schildt. 2007. Libris 10628028. ISBN 9789515017291 - Illustrerad kapitelbok.
- Rasse Rask följer spår. [Helsingfors]: Schildt. 2009. Libris 11768809. ISBN 9789515018694 - Illustrerad kapitelbok.
- Vattentrappor under jorden. [Helsingfors]: Schildts. 2010. Libris 12041965. ISBN 978-951-50-2016-1 - Illustrerad kapitelbok.
- Kapten Krabbas minne. [Helsingfors]: Schildts & Söderströms. 2012. Libris 13567360. ISBN 9789515230140 - Bilderbok om Rases Hangö. 3.
- Tidens tiggare : skeppet Sydväst. Del 1-4. Hangö: Litorale. 2019. Libris gsvj17vvdpqp75t2. ISBN 9789527224113 Innehåll: Långvägaskogen;      Illop ; Botulf ; Regnens berg. - Skeppet Sydväst. 3.
- Rasse Rask och tofsugglorna. Helsingfors: Litorale. 2020. Libris n4xbj69glvtp2t5v. ISBN 9789527224205 - Bilderbok om Rases Hangö. 4.
- Baggens koja. Hangö: Oy Litorale Ab. 2022. Libris q68llpk0nqt297fh. ISBN 9789527224557 - Krönikan om staden Tulavall. 5.

## Priser och utmärkelser
- 1969 – Litteraturfrämjandets stipendiat
- 1965 – Statens litteraturpris 1987
- 1970 – Längmanska kulturfondens stipendium
- 1970 – Statens barnbokspris
- 1971 – De Nios stipendium
- 1972 – Nils Holgersson-plaketten
- 1976 – Astrid Lindgren-priset
- 1978 – Svenska Kulturfondens pris
- 1980 – Topeliuspriset[5]
- 1985 – Statens barnkulturpris
- 1986 – Bonniers stora barnbokspris
- 1987 – Statens litteraturpris
- 1987 – Svenska Akademiens pris
- 1987 – Signe Ekblad-Eldhs pris
- 1987 – Statens litteraturpris
- 2003 – Tove Jansson-priset
- 2005 – Tollanderska priset[6]
- 2007 – Längmanska kulturfondens litteraturpris[7]
- 2022 – Svenska Akademiens pris till framstående författare av barn- och ungdomslitteratur[8]